# Sociedad Financiera de Objeto Limitado
La Sociedad Financiera de Objeto Limitado (Sofol) es un tipo de institución financiera en México, también existen las Sociedad Financiera de Objeto Múltiple (Sofom). Las dos grandes diferencias frente a los bancos son que éstas instituciones no tienen la posibilidad de captar recursos del público en forma de depósitos y cuentas de ahorro y, están especializadas en otorgar créditos a un solo sector, por ejemplo hipotecas.
Las sofoles tuvieron un auge en los años 1999-2004 porque la banca estaba envuelta en los problemas de la crisis de 1995, mientras las sofoles eran nuevas y experimentaron crecimientos fuertes. Los bancos empezaron a "atacar" a las sofoles ya sea mediante adquisiciones de estas o cabildeando con el gobierno para obstaculizar su desarrollo. Por tal motivo, se cambió la naturaleza de las sofoles a sofomes (Sociedad Financiera de Objeto Múltiple), esto quiere decir que siguen sin la posibilidad de captar recursos del público general pero ahora pueden otorgar todo tipo de créditos. Adicionalmente, van a dejar de ser monitoreadas por la comisión nacional bancaria de valores, por lo cual perderán confiabilidad y legitimidad ante el público inversionista.
En el 2004 BBVA Bancomer compró Hipotecaria Nacional en 375 millones de dólares.

## Diferencias entre una sofol y un banco
Una de las diferencias principales con los bancos es que  no capta ahorro de sus clientes, sino que recibe financiamiento de sus socios,  mediante fondos gubernamentales o emisiones de deuda.

## Clasificación de las sofoles por tipo de crédito
- Agroindustrial
- Automotriz
- Crédito personal
- Crédito para empresas
- Hipotecario
- Proyectos públicos
- Transporte

Las sófoles son reguladas y/o supervisadas por:
Comisión Nacional Bancaria y de Valores (CNBV). 
Banxico (diversas reglas).
En julio de 2006, se modificó la Ley General de Organizaciones y Actividades  del Crédito que permite un nuevo tipo de entidades conocidas como Sociedades Financieras de Objeto Múltiple (Sofomes). Esta ley autoriza a las sofoles (así como a las empresas de factoraje y arrendadoras financieras, instituciones que veremos más adelante) a operar bajo la nueva denominación. Con ello se busca alentar la competencia, extender el otorgamiento de crédito y reducir las tasas de interés. Esto implica un paso más en la diversificación del mercado y mayores opciones para los clientes.